# VB Sports
El VB Addu FC es un equipo de fútbol profesional de Maldivas cuya sede es la capital Malé. Cambió su nombre al actual VB Sports club el 14 de enero de 2012.
Nació en 1987 como Orchid Sports Club por sus primeros dueños, propietarios del Bandos Island Resort. Luego lo compraron los dueños del Club Lagoons y lo llamaron New Lagoons, pero el empresario Addu Atoll lo adquirió y lo llamó VB Sports en el 2006.

## Palmarés
- Dhivehi League: 3

2009, 2010, 2011
- Campeonato Nacional de Maldivas: 1

2010
- Copa FA de Maldivas: 4

2002, 2003, 2008, 2011
- Charity Shield de Maldivas: 2

2010, 2011, 2012
- Copa Presidente de la AFC: 1

2010

## Jugadores

### Jugadores destacados
| - Ali Ashfaq - Imran Mohamed - Mohamed Arif - Shamweel Qasim - Charles Wright | - Ismail Mohamed - Cengiz Huseyn - Sobah Mohamed - Ashad Ali - Samuel Okunowo |